# La Chapelle-en-Vercors
La Chapelle-en-Vercors é uma comuna francesa na região administrativa de Auvérnia-Ródano-Alpes, no departamento de Drôme. Estende-se por uma área de 45,27 km². Em 2010 a comuna tinha 845 habitantes (densidade: 18,7 hab./km²).